# Gajus (jurist)
Gajus var en romersk rättslärd under 100-talet e.Kr. Hans mest kända verk är Institutiones, en lärobok för jurister som låg till grund för de institutioner som ingår i kejsar Justinianus I Corpus iuris civilis.